# 까띠엔휜가락도마뱀붙이
까띠엔휜가락도마뱀붙이(Cyrtodactylus cattienensis)는 까띠엔 벤트토 게코(Cattien bent-toed gecko)라 불리며, 베트남 남부에 고유한 도마뱀붙이의 일종이다. 동나이성, 바리어붕따우성에 서식한다. 모식지는 까띠엔국립공원(en:Cat Tien National Park)이며, 종명도 그 이름을 따서 지었다.

## 형태
주둥이에서 항문까지 (SVL) 최대 69mm에 이르는 소형이다. 목에 난 줄무늬는 눈의 앞부분까지 뻗친다; 몸통, 꼬리, 다리에는 특이한 형태의 줄무늬가 나있다; 몸통에는 4-6 개의 밝은 줄무늬, 꼬리에는 4-12 개의 흰색 줄무늬가 나있다; 등에는 결절이 앞뒤로 고르지 않은 16–22 개의 줄을 이루어 나있다. 옆구리막(lateral fold)은 적거나 없고, 옆구리엔 큼직한 결절도 없다. 수컷은 6-8 개의 항문전공(precloacal pore)이 꺾인 선을 그리며 나있고, 암수 가리지 않고 항문전비늘(precloacal scale)이 돋아나 판 모양을 이룬다. 평균적으로 수컷(55 mm SVL)이 암컷(61 mm SVL)보다 작다.

## 습성
까띠엔휜가락은 저지대 계절성 열대우림(:en:seasonal tropical forest)에 서식한다. 대개 덤불 속의 큰 이파리, 어린 나무의 지면에서 1m 이상까지의 곳에서 발견된다. 어떤 표본은 낮에 화산암 밑이나 나무껍질, 썩은 나무 밑에서도 발견되었다.
수컷은 기다란 일련의 끽끽댐의 집합들로 이루어진 소리를 발한다. 모든 개체는 불편함이나 스트레스의 신호로 "끽끽"댈 수 있다.